# William Lassell
William Lassell (Bolton, 18 juni 1799 - Maidenhead, 5 oktober 1880) was een Engels eigenaar van een brouwerij en amateurastronoom. Hij bouwde zijn instrumenten zelf, waaronder een 60cm spiegeltelescoop nabij Liverpool (met een in die tijd ongebruikelijke equatoriale montering) en een 120cm telescoop die hij gebruikte op Malta.
In 1846 ontdekte hij Triton, de grootste maan van Neptunus
Hij ontdekte in 1848 onafhankelijk van William Cranch Bond Hyperion, een maan van Saturnus.
In 1858 ontdekte hij Umbriël en Ariël, twee manen van Uranus.
Lassell ontdekte ook vier sterrenstelsels die vervolgens in Dreyer's New General Catalogue werden opgenomen: NGC 2620, NGC 3121, NGC 7285, en NGC 7489.

## Eerbewijzen
- Gouden medaille van de Royal Astronomical Society (1849)
- Fellow of the Royal Society (1849)
- Van 1870 tot 1872 was hij president van de Royal Astronomical Society

- Planetoïde (2636) Lassell
- Maankrater Lassell[1]
- Marskrater Lassell[2]
- Bond-Lassell Dorsum op Hyperion[3]
- Lassell ring van Neptunus
- Mount Lassell op het Alexandereiland